# Haldenkapelle (Unterapfeldorf)

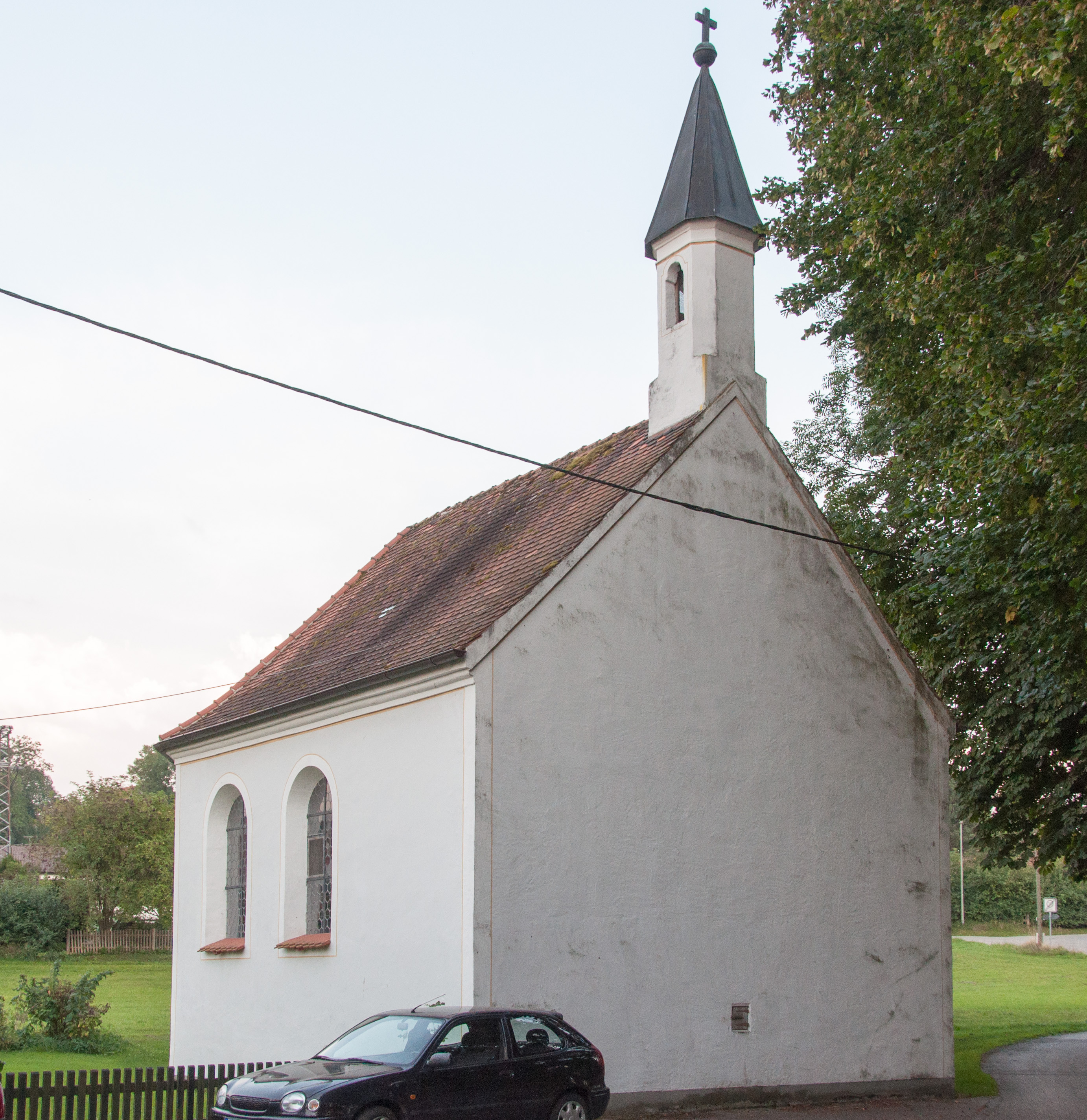
Haldenkapelle in Unterapfeldorf

Die sogenannte Haldenkapelle in Unterapfeldorf, einem Gemeindeteil von Apfeldorf im oberbayerischen Landkreis Landsberg am Lech, wurde 1816 errichtet. Die Kapelle am Kapellenweg 8 ist ein geschütztes Baudenkmal.
Der einschiffige Satteldachbau mit kleinem Turm wurde nach dem Vorbild der abgebrochenen Haldenkapelle aus den Jahren 1739/40 an einem anderen Standort errichtet. Vom alten Kapellenbau wurden der Dachreiter, Fenster sowie der Altar und die Betstühle wiederverwendet.
An das zweijochige Langhaus mit Rundbogenfenstern und Flachdecke schließt sich der Chor mit einem Dreiachtelschluss an. An der Westseite befindet sich eine stützenlose Empore.
Der Rokokoaltar mit vier gedrehten Säulen besitzt Holzskulpturen des Wiesheilandes und der Heiligen Joseph und Georg.